# Mézy-sur-Seine
Mézy-sur-Seine település Franciaországban, Yvelines megyében. Lakosainak száma 2261 fő (2022. január 1.). Mézy-sur-Seine Flins-sur-Seine, Hardricourt, Juziers, Meulan-en-Yvelines, Les Mureaux, Oinville-sur-Montcient és Seraincourt községekkel határos.

## Népesség
A település népességének változása:
| Lakosok száma | 2004 | 2018 | 2143 | 2197 | 2282 | 2296 | 2292 | 2287 | 2261 |
|               | 2013 | 2015 | 2016 | 2017 | 2018 | 2019 | 2020 | 2021 | 2022 |